# Горка (Островский район)
Горка — деревня в Бережанской волости Островского района Псковской области.
Расположена на реке Щепец (правый приток Великой), в 7 км к северо-западу от центра города Остров и в 1 км к северо-востоку от деревни Рубилово.
Постоянное население по состоянию на 2000 год в деревне отсутствовало.
До 2005 года деревня входила в состав ныне упразднённой Калининской волости с центром в д. Рубилово.